# Менское хлебоприёмное предприятие
Менское хлебоприёмное предприятие (укр. Менське хлібоприймальне підпріємство) — предприятие пищевой промышленности в городе Мена Менского района Черниговской области Украины.

## История
Предприятие возникло в 1931 году, когда в соответствии с первым пятилетним планом развития народного хозяйства СССР в районном центре была построена реализационная база хлебопродуктов (изначально имевшая только один зерновой склад).
Во время Великой Отечественной войны в ходе боевых действий и во время немецкой оккупации предприятие пострадало, но в дальнейшем было восстановлено.
В 1960е годы на предприятии были построены и введены в эксплуатацию пять зерновых складов, в 1970е годы - ещё три склада.
В 1975 году Менская реалбаза была переименована в Менское хлебоприёмное предприятие.
В 1980 году был построен элеватор.
В целом, в советское время ХПП входило в число крупнейших предприятий райцентра.
После провозглашения независимости Украины предприятие перешло в ведение министерства сельского хозяйства и продовольствия Украины.
В марте 1995 года Верховная Рада Украины внесла ХПП в перечень предприятий, приватизация которых запрещена в связи с их общегосударственным значением.
После создания в августе 1996 года государственной акционерной компании "Хлеб Украины" ХПП стало дочерним предприятием ГАК "Хлеб Украины".
После создания 11 августа 2010 года Государственной продовольственно-зерновой корпорации Украины ХПП было включено в состав предприятий ГПЗКУ.

## Современное состояние
Основными функциями предприятия являются приём, сушка, хранение и отгрузка зерновых культур (пшеницы, кукурузы, ячменя), а также семян масличных культур (рапса и подсолнечника).
Объемы хранения составляют 39 тыс. тонн (в том числе элеваторная — 28 тыс. тонн и складская — 11 тыс. тонн).